# Computer Consoles Inc.
Computer Consoles Inc. nebo CCI byla americká telefonní a počítačová společnost se sídlem v Rochesteru. Nejprve obchodovala jako soukromá společnost, v roce 1968 se stala společností veřejnou. Dodávala telefonním společnostem vybavení a další systémy pro automatizaci vyhledávání telefonních čísel a dalších telefonních a operátorských služeb. Později prodala i řadu Unixových počítačů s procesory  Motorola 68000.

## Historie
Computer Consoles Inc. byla založena jako veřejná společnost 20. května 1968 třemi zaměstnanci firmy Xerox, Edwardem H. Nutterem, Alfredem J. Morettim a Jeffreyem Taiem s cílem vyvinout chytrý počítačový terminál pro telefonní operátory. Vzhledem k tehdejšímu stavu techniky a elektroniky měl inteligentní terminál velikost pracovního kancelářského stolu. 

### Automatizované operátorské služby
Díky úspěchu inteligentního počítačového terminálu a odborným znalostem získala firma zkušenosti v oblasti operátorských služeb. Na základě toho začala společnost pracovat na rozvojových programech, které umožňovaly nabízet síťové počítačové systémy, jejichž rychlost byla garantována smlouvou, zaručující přístupovou dobu k informacím o ovládání během několika sekund. Stejně tak měli operátoři přístup k různým databázím jako DA nebo odposlechy. Největší takový systém byl navržen a instalován pro British Telecom, který zprvu poskytoval jen Directory Assistance po celé Velké Británii a Irsku. Tyto systémy kombinovaly počítače PDP-11, zakázkový hardware a software vyvinutý CCI.

### Automatická hlasová odpověď
K poskytnutí vyššího stupně automatizace pro provozovatele služeb, společnost na počátku roku 1980 představila různorodé typy systémů Automatických hlasových odpovědí (AVR), které úzce spolupracovaly s jejich již populárními (DA) systémy. AVR poskytuje hlasovou odpověď na zákaznický požadavek. Téměř univerzální se stala fráze: „Číslo je...“. První systémy byly založeny na čipech s velice úzkým slovníkem syntetických hlasových projevů. Pozdější systémy využívaly 8bitové PCM, a později hlasové přehrávání ADPCM pomocí zvuku napsaného buď CCI nebo místní telefonní společností.

### Digitální přepojování
Pro poskytování ještě většího stupně automatizace společnost na začátku roku 1980 zahájila vývoj systému PCM digitálního telefonního přepojování, zaměřeného na automatické, uživatelem definované scénáře volání. Počáteční instalace pracovaly se zachycením hovorů pomocí telefonní karty tím způsobem, že zachytí signály multi-frekvenčního a DTMF zvukového pásma přes DSP postavené na Multi-frekvenčním přijímači. Pozdější systémy přidávaly rozpoznávání řeči libovolného mluvčího pomocí zvukového procesoru Quad digital audio processor pro automatizaci příjmu hovorů.

### PERPOS, (Perpetual Processing Operating System)
Pro zajištění lepší kontroly nad zpracováním transakcí, zvýšení odolnosti proti chybám a vylepšenou podporou sítí, vyvinula CCI odnož operačního systému Unix, který poskytuje integrovanou podporu pro zpracování transakcí v reálném čase a obsahuje prvky, které jsou schopné tolerovat určité chyby.

### Počítače Power 5 a Power 6
Operační systém PERPOS byl vyvinut pro řady počítačů s procesorem Motorola 68000, které v CCI vyvinuli a pojmenovali Power 5. Byla to řada multiprocesorových počítačů, odolných proti chybám, s kódovým označením nazvaným podle Velkých jezer. Řada Power 5 také obsahovala jednoprocesorové počítače postavené na bázi 68000 s kódovým označením Finger Lakes, které běžely na regulérním Unixovém portu, pojmenované PERPOS-S. 
Později CCI otevřela vývojové centrum v Irvine v Kalifornii, kde vyvinuli vlastní minipočítač, který byl konkurenceschopný soupeř minipočítačů VAX firmy Digital Equipment Corporation. Nový minipočítač nesl název Power6/32 a kódové označení „Tahoe“ opět podle jezera. Power6/32 běžel na interně vyvinutém BSD portu. V Computer Systems Research Group Kalifornské Univerzity v Berkeley do Power 6/32 také naportovali 4.3BSD a později uvolnili verzi s názvem „4.3 - Tahoe“. Unisys Corporation přejmenovala Power 6 na sérii U7000. Firma Harris Corporation také prodávala Power 6 jako HCX-7 a HCX-9. Nižší model Power 5/32 byl stroj s procesorem Motorola 68010, který také běžel na interně vyvinutém BSD portu s kódovým označením „Walden“ podle stejnojmenného jezera.
CCI se zaměřovala především na konkurování platformě VAX/Unix. Toto rozhodnutí se ukázalo jako správné a řešení CCI byla úspěšná v první řadě tam, kde bylo zapotřebí procesního výkonu. Zejména veliký zájem o stroje společnosti CCI jevily univerzity, kde výuka a projekty vyžadovaly v čase sdílené kompilační enginy. Stroj utrpěl až tehdy, když došlo na aplikaci všeobecných databází. Bylo tomu tak v neposlední řadě proto, že I/O podsystém až moc spoléhal na centrální výpočetní výkon (stejně jako VAX) a tedy byly použity relativně „hloupé“ I/O procesory. Power 6 běžící na jakékoliv verzi Unixu také trpěl neefektivní správou paměti, která vycházela z BSD 4.3. Posledním problémem Unixu 
na Power 6/32 byla absence symetrického multiprocesingu: všechna systémová volání se musela vykonávat na jednom „hlavním“ procesoru, kvůli čemuž bylo nutné přeplánovávat procesy při běžící na podřízeném procesoru při každém volání systému. V důsledku toho databázové benchmarky na jednoprocesorovém systému často běžely rychleji.

### Kancelářská automatizace
Díky úspěchům v oblasti správy síťových dat CCI spolupracovala a nakonec i získala malou společnost RLG z města Reston ve Vriginii. Společnost RLG byla CCI koupena za účelem vytvoření integrovaného systému kancelářské automatizace. RLG měla zkušenosti s vývojem systémů tohoto druhu pro Ministerstvo dopravy Spojených států amerických. Kancelářský balík OfficePower poskytoval integrovanou sadu funkcí pro zpracování textu, tabulkový kalkulátor, e-mailový klient a přístup k různým firemním databázím prostřednictvím stolního inteligentního terminálu, který využíval minipočítače nebo superminipočítače. Systémový software byl portován na různé varianty Unixu, většina instalací využívala počítače CCI Power 5 a 6 s variantami Unixu od firmy CCI.
Instalace v US Naval Surface Weapon Centre v Dahlgrenu ve Virginii využívala dva počítače VAX s operačním systémem 4.2BSD a několik strojů Power 5/20 se systémem PERPOS-S. VAXy byly vzájemně propojeny prostřednictvím Ethernetu, ale v té době nebylo únosné vybavit všechny stroje Power 5/20 ethernetovými adaptéry. Power 5/20 proto komunikovaly pomocí sériové linky pomocí implementace UNET protokolů TCP/IP od firmy 3Com. Zapouzdření IP datagramů pro přenos sériovou linkou, které implementoval Rick Adams jako „line discipline“ pro 4.2BSD se stalo základem protokolu Serial Line Internet Protocol (SLIP).
Po převzetí CCI firmou Standard Telephones and Cables (STC) byl OfficePower upraven na primární kancelářský systém pro produkty firmu International Computers Limited (ICL), také vlastněné firmou STC, s porty pro řadu ICL DRS a pozdější servery využívající architektury Power 6/32, Motorola 68030, Intel x86 a Sun SPARC. Systém byl široce používán zákazníky ICL až do konce 90. let.

## CCI (Evropa) Inc
CCI (Europe) Inc byla divize prodeje, marketingu a podpory se sídlem v západním Londýně, kterou řídil evropský viceprezident Richard Levy (Altergo, Wang) s odpovědností za všechny aspekty podnikání mimo Severní Ameriku. Richard Levy najal profesionály v odvětví za účelem cílit na konkrétní sektory trhu a distribuční kanály pro evropské a mezinárodní trhy v celém podnikání firmy na poli počítačových a telekomunikačních technologií. CCI úzce spolupracovala s divizí v Rochesteru na výrobě, skladování a dopravě a také s divizí v Irvine na plánování a managementu. CCI také spolupracuje s izraelskou R&D pro překlady mezinárodních systémů. CCI Europe vytvořila pevný základ ve velkých evropských účtech a mezinárodních distribučních kanálech třetích stran, jako ICL a BT a stala se nedílnou součástí mateřské společnosti.

## CCI (Izrael) Inc
CCI Izrael, Inc. byla začleněná společnost Delaware, která byla mimo jiné úzce spojena s Rochesterem, NY, Irvine, CA a Restonem. Nejprve měla za úkol řídit projekt pro izraelskou národní telefonní společnost Bezek. Původní izraelský projekt byl založen na produktech vyvinutých v Rochesteru. Vývoj a instalace byla v Izraeli řízena jednatelem CCI, Jacob Mark|Jacobem „Jack“ Markem. Mark byl nejprve spojen s původním týmem Bell Labs, jimž je přisuzován původní vývoj jádra operačního systému Unix. Původně malá kancelář Ramat Gan později vzrostla na podporu úsilí kanceláří CCI se sídlem v USA a nakonec se stala hlavním výzkumným a vývojovým centrem. Výzkumné a vývojové centrum mělo za úkol vyvíjet operační systémy na strojové úrovni, telefonní přístroje, automatizaci kancelářských produktů (zejména Office Power pro Velkou Británii a ostatní cizí jazyky). CCI Izrael se rovněž podílela na rozvoji místních projektů pro významné zákazníky – zejména Motorola a Israel Aircraft Industries. V polovině 80. let zavedla CCI Izrael produkty USA, hlavně tedy mikro a mini počítače Power 5/32 a 6/32 na izraelském trhu. CCI Izrael byl významný především ve vývoji a popularizaci operačního systému Unix a programovacího jazyka C v Izraeli. K popularizaci a osvětě docházelo prostřednictvím seminářů a odborných skupin. CCI Izrael byl také zodpovědný za založení první Unix "User Group" v této zemi.

## Úspěchy
CCI se aktivně podílela na různých telekomunikačních a veřejných standardech, jako je ANSI, a na vývoji operačního systému Unix a programovacího jazyka C. CCI byla průkopníkem designu a nasazení v reálném čase, počítačových systémů na zpracování transakcí, výpočetních systémů odolných proti chybám, distribuovaného přístupu k databázím a k systému souborů. CCI byla jedna z prvních komerčních společností připojených k internetu jako cci.com.
CCI na konci 80. let zprovoznila v British Telecom PERPOS – největší multiprocesorový systém té doby založený na Unixu se sdíleným systémem souborů. Konstrukční koncepce systémů o několik let předběhla svou dobu. Společnost byla také průkopníkem vývoje a zavádění systémů rozpoznávání řeči a hlasových odpovědí do veřejných telefonních sítí pro automatizaci služeb u tradičních operátorů.
V okamžiku převzetí společností STC ovládala CCI více než 90% světového trhu pro zařízení a automatizaci telefonických služeb.

## Převzetí společností Standard Telephones and Cables
STC získala CCI s úplnou platností od 1. ledna 1989. V této době byla CCI co do organizační struktury tvořena dvěma hlavními obchodními jednotkami: jednou v Rochesteru, která vyráběla telekomunikační zařízení a druhou Divizí počítačových produktů v Irvine, která vyráběla počítačový hardware. Software kancelářských systémů byl vyvíjen v Restonu ve Virginii. Ve skutečnosti měla CCI ještě třetí jednotku, kterou byla finanční skupina, která se starala o obchodní nájmy pro zařízení. V době převzetí se proslýchalo, že základ nájemného činil více než 700 miliónů USD.
Po dokončení akvizice se CCI - Rochester stala dceřinou společností provozní jednotky STC známou jako STC Telecom. Krátce potom, Computer Products Division v Irvine a středisko kancelářských výrobků v Restonu byly prodány do jiné provozní jednotky STC, ICL.

## Převzetí společností Northern Telecom Ltd.
STC Telecom byl v březnu 1991 převzat společností Northern Telecom a stal se součástí jejích evropských operací. S platností od 1. ledna 1992 byla CCI převedena do Northern Telecom; následně byla celá CCI rozpuštěna a Northern Telecom nabyla všechna zbylá aktiva a pasiva.

## Pozoruhodná historická využití zařízení CCI
Počítač Power 6/32 využívala PIXAR Computer Animation Group k tvorbě sekvence „Skleněný člověk“ ve filmu Stevena Spielberga „Mladý Sherlock Holmes“ (1985).